# 沢田教一
- 沢田教一
- 澤田教一

沢田 教一（さわだ きょういち、戸籍上の表記は澤田 教一、1936年〈昭和11年〉2月22日 - 1970年〈昭和45年〉10月28日）は、日本の報道写真家。ベトナム戦争を撮影した『安全への逃避』でハーグ第9回世界報道写真大賞、アメリカ海外記者クラブ賞、ピューリッツァー賞を受賞した。位階は従五位。

## 略歴
- 1936年（昭和11年）2月22日 - 青森県青森市寺町（現：青森市橋本）生まれ。父は郵便局員。13歳の時新聞配達のアルバイトをし600円のボックスカメラを買ったのが写真との出会いであった。
- 1948年（昭和23年） - 青森市立沖館中学校に入学し、英語教師から写真技術の手ほどきを受けた。また新品のミノルタ製6×6cm判カメラを譲られた。
- 1951年（昭和26年） - 青森県立青森高等学校入学。同級には寺山修司がおり、特に親しい間柄ではなかったが授業をさぼって一緒に映画を見に行くこともあった。
- 1954年（昭和29年） - 高校卒業。
- 1955年（昭和30年） - 青森市の小島写真店にアルバイトとして就職。間もなく三沢基地内の分店に移った。働きながら写真技術を習得するとともに店主で写真家の小島一郎の影響を受けた。この時、職場の11歳年上の先輩である田沢サタと知り合った。この頃触れたロバート・キャパの『イメージズ・オブ・ウォー』やアンリ・カルティエ＝ブレッソンの『決定的瞬間』に驚き、憧れるようになった[2]。この頃中古でライカM2を入手した。
- 1956年（昭和31年）12月 - サタと結婚した。
- 1960年（昭和35年）12月 - 青森ロッジでメイソンすなわち第三階級のフリーメイソンになった[3]。
- 1961年（昭和36年）7月 - 上京して写真の仕事を探し、12月UPI通信社に職を得た。
- 1963年（昭和38年）2月11日 - サンケイ新聞写真部に採用され、UPI通信社に籍を置いたまま休暇を取って出勤したが2月19日に退社した。
- 1964年（昭和39年）末 - UPI通信社支局員として皇太子夫妻の訪タイを取材しての帰りに香港で岡村昭彦と会い、「いまからベトナムに行ってもおそくはないだろうか」と相談し、ベトナム取材の決心を固めた[4]。UPI通信社の日本国内配信業務をしているサンテレフォトの森垣辰巳に相談し、森垣辰巳が地方新聞11社の集まり「火曜会」に打診した結果、週2回写真と記事を送ることを条件に信濃毎日新聞や熊本日日新聞など8社が各々150から200ドルの取材費を出すことになった[5]。
- 1965年（昭和40年）
  - 2月1日 - 1ヶ月の休暇を取って自費でベトナムに渡り取材を始めた。この時期はベトナム戦争が全面戦争に発展した時期と偶然合致し、UPI通信社サイゴン支局は沢田の滞在延期を東京支局に要請[6]、滞在が1ヶ月延長された。
  - 4月3日 - 取材を終えて東京に戻った。この取材中撮った写真によりサイゴン支局から異動の要請が入った。
  - 7月13日 - UPI通信社サイゴン支局スタッフカメラマンとして正式赴任し、再びベトナム戦争を取材し始めた。
  - 9月6日 - クイニョン北方のロクチュアン村で銃弾を避けながら川を渡る母子の写真『安全への逃避』(Flee to Safety) を撮影した。
  - 12月10日[7] - 『安全への逃避』が1965年ハーグ世界報道写真展大賞とニュース部門第1位を獲得[8]、ハーグでの授賞式に参加した。
- 1966年（昭和41年）
  - 1月29日 - 2人の米兵が塹壕から引きずり出したベトコン女性兵士を連行する写真『敵を連れて』を撮影[9]。
  - 2月21日 - アメリカ軍のM113装甲兵員輸送車がベトコンの死体を引きずっている写真『泥まみれの死』を撮影[10]。
  - 4月22日 - 『安全への逃避』が1966年度アメリカ海外記者クラブ賞第1位を受賞した[11]。
  - 5月2日 - 前年撮影した『安全への逃避』を含む全28点の写真集について日本人としては2人目の1966年の「ピューリッツァー賞 」（写真部門）を受賞[12]。この後UPI通信社とライバルだったAP通信は二倍の給料を提示し、またナショナルジオグラフィック協会からも引き抜きがあったが、沢田はどんなに好条件を出されても全く応じなかったため、「サムライ・フォトグラファー」と呼ばれるようになっていった[13]。
  - 12月16日 - 1966年ハーグ世界報道写真展で『泥まみれの死』が第1位、『敵を連れて』が第2位を獲得した。UPI通信社サイゴン支局では本人に連絡を取ろうとヘリコプターを出して捜索したが発見できず、ハーグでの授賞式には妻サタが出席した[14]。
- 1968年（昭和43年）
  - 2月1日 - テト攻勢の中、フエ王城攻防戦に参加[15]、2月4日に一度サイゴンに戻ったが2月5日から2月19日まで再びフエに入った。この時の写真は戦場カメラマンとしての沢田の仕事の頂点をなすもので、第26回USカメラ賞を受けた[16]。またこの時の手記は1968年2月20日付毎日新聞夕刊第一面に掲載された。
  - 9月 - UPI通信社の香港支局に写真部長として赴任した[17]。UPI通信社としては本人のベトナム滞在があまりに長期に渡っていたこと、香港支局が人手不足だったことから要請した。本人は最初断ったが、戦場疲れもあり、戦場カメラマン以外の可能性を考え受諾した。しかし実際に赴任してからは、最前線から離れて悩んでいたという。この時期「ライフ」から引き抜きが掛かって本人は喜んだがライフ側の申し入れが1年ごとの契約だったのに対し本人の希望はスタッフ・フォトグラファーだったためまとまらなかった[18]。
- 1970年（昭和45年）
  - 1月15日 - 再びサイゴン支局に戻った[19]。
  - 5月23日 - クメール・ルージュに拘束されたが、8時間後に無事帰還した。次の日から何事もなかったかのようにまた取材に出かけたという[20]。
  - 5月26日 - メコン川を渡り逃げて来たカンボジア難民4人を撮影した[20]。
  - 10月28日 - 15時頃、プノンペンからタケオ州チャンバクへ、プノンペン支局長フランク・フロッシュと共に自動車で取材に向かう。帰途、プノンペンの南約34キロ地点の国道2号線上で何者かに銃撃され、フロッシュと共に死亡。翌29日に政府軍によって2人の遺体が発見されたが、所持していた愛機のライカや腕時計等の金品は無くなっており、襲撃者に盗まれたものと見られる。犯人については判明しなかった[21]。
  - 沢田らは、危険な戦場での取材を始めるにしてはあまりにも遅い夕方に出発していたこと、戦場取材に必須のヘルメットや防弾チョッキを身につけていなかったことなど、数々の戦場を経験したベテランらしからぬ不安全な行動についても不明な点が多い。
  - 11月10日、勲六等単光旭日章が追贈、従五位に叙せられる。
- 1971年（昭和46年） - 前年5月26日に撮影したカンボジア難民の写真で1970年の「ロバート・キャパ賞」を受賞[20]した。
- 1982年（昭和57年）2月26日 - NHK特集『カメラマン サワダの戦争』[22]が放送された。
- 1996年（平成8年） - ドキュメンタリー映画『SAWADA 青森からベトナムへ ピュリッツァー賞カメラマン沢田教一の生と死』（監督:五十嵐匠）が製作された。
- 2017年（平成29年）8月 - 生涯を追った写真展「その視線の先に」が日本橋高島屋で開催される。テープカットにはサタ夫人、渡部陽一、『安全への逃避』で被写体になったグエン・ティ・フエも出席。

## ライカを愛用
日本光学工業（現ニコン）は「1971年度（原文ママ）のピューリッツァー賞も、ニコンによる作品に授与された。ベトナム戦線において取材にあたったUPI通信社の沢田カメラマンの『安全への逃避』という力作である」と主張していたが、実際には日本製カメラをどんなに勧められても「日本のカメラは写りが悪い」「日本のカメラを使うと壊れちゃうんだよ」といって日本製のカメラを使いたがらなかったという。妻のサタは、沢田本人が書いた『安全への逃避』の写真データとして「ライカM3、135ミリレンズ、トライX、1/250秒、F11」としている。
沢田がニコンを1台提げている写真が残っているが、ジャングルで取材中に故障し写真が撮れなかったことがあった。この際彼はニコンを地面に叩きつけながら「こいつのおかげで、今のショットを撮り逃がしたんだ!」と憤慨し、以来ライカ信奉は確たるものになったという。1967年にはライカだけでボディ6台（M3を3台、M2を2台、M4を1台）所有、レンズはスーパーアンギュロン21mmF3.4、エルマリート28mmF2.8・135mmF2.8、ズミルックス35mmF1.4、ズミクロン35mmF2・50mmF2・90mmF2、エルマー50mmF2.8などを揃え、これを黒塗りにした50×30cmほどのゼロハリバートンのアタッシェケースに収めて運んでいた。沢田は受賞した表彰式で取材陣から「どんなカメラを使っているのか」という質問に対し常に「ライカ」と答えていたため有名になり、エルンスト・ライツ社（現ライカ）からプロトタイプの実写テストを頼まれるまでになっていた。
ハーグ世界報道写真展で1位を取って以後はニコンFを使用することもあったが、105mmや200mmといった望遠レンズのみであり、主力は引き続きライカを使用した。

## 「安全への逃避」撮影時とその後
撮影の翌年、沢田は撮影地を再訪し「幸せに」との言葉を添えた受賞した写真と、賞金30万円のなかから6万円を家族に渡したことが伝えられている。1996年公開のドキュメンタリー映画「SAWADA」でも被写体となった2家族5人との交流について触れている。
2017年4月、日本経済新聞社は当時8歳の少女だったグエン・ティ・キム・リエンのインタビュー動画と記事を公開した。当時、朝食の準備をしていると自宅近くでナパーム弾の爆撃が始まり、家族や近所の人々とともに川に飛び込んだところ、撮影していた沢田に助けられた。周辺にいた米兵の一部は銃を向けていたが、発砲はされなかった。沢田はその後も村を何度か訪れて子供たちにケーキを配り、死亡の知らせが伝わると村中が悲しんだという。
同年8月には当時2歳だったグエン・ティ・フエが訪日し、東京日本橋高島屋での写真展開会式に沢田夫人サタとともに出席し、母から聞いたという、沢田がハンカチで涙を拭いてくれたエピソードが語られた。写真展会場では会期中フエのインタビューが流された。

## 演じた俳優
- 大沢たかお - テレビドラマ『輝ける瞬間（とき） コンバットカメラマン沢田教一の愛と青春』（1999年12月15日放送、名古屋テレビ製作・テレビ朝日系列）
- 萩原聖人 - テレビ番組『永遠の恋物語』での再現ドラマ（2004年放送、朝日放送製作・テレビ朝日系列）
- 玉木宏 - 舞台『ホテル マジェスティック〜戦場カメラマン澤田教一 その人生と愛〜』（2013年3月、新国立劇場 中劇場他）

### 新版刊行
- 『沢田教一 プライベートストーリー』くれせんと、2005年。ISBN 978-4-906341-03-0
- 『戦場カメラマン 沢田教一の眼』斉藤光政編、山川出版社、2015年。ISBN 978-4-634-15073-7
- 『澤田教一 故郷と戦場』羽鳥書店、2016年。ISBN 978-4-904702-64-2